# Бодини, Ренато
Ренато Бодини (итал. Renato Bodini, 1 октября 1909, Кремона — 23 августа 1974, Рим) — итальянский футболист, играл на позиции защитника. По завершении игровой карьеры — футбольный тренер.

## Карьера
Провел 11 сезонов в Серии А, где он выступал за «Кремонезе», «Рому», «Сампиердаренсе», «Милан» и «Лигурию». Всего в элите итальянского футбола Бодини сыграл 270 матчей и забил 18 голов.
В качестве тренера он возглавлял такие команды, как «Кремонезе», «Мантова», «Сиена» и «Реджина». В 1954 году был ассистентом у Джесса Карвера в «Роме».

## Достижения
- Серебряный призёр чемпионата Италии (1): 1930/31.
- Бронзовый призёр чемпионата Италии (1): 1931/32.

## Семья
Старший брат Бодини Эркюль также был профессиональным футболистом. Во избежание путаницы его называли Бодини I, а Ренато — Бодини II.